# Comunitat de comunes del Pays Rhénan
La Comunitat de comunes del Pays Rhénan (oficialment: Communauté de communes du Pays Rhénan) és una Comunitat de comunes del departament del Baix Rin, a la regió del Gran Est.
Creada al 2014, està formada 18 municipis i la seu es troba a Drusenheim.

## Municipis
1. Auenheim
2. Dalhunden
3. Drusenheim
4. Forstfeld
5. Fort-Louis
6. Gambsheim
7. Herrlisheim
8. Kauffenheim
9. Kilstett
10. Leutenheim
11. Neuhaeusel
12. Offendorf
13. Rœschwoog
14. Roppenheim
15. Rountzenheim
16. Sessenheim
17. Soufflenheim
18. Stattmatten